# Ciudad de Piedra
La Ciudad de Piedra es una zona geológica de Bolivia que abarca unos 2.000 km², ubicada en la provincia de Pacajes del departamento de La Paz, a 4100 m de altura y a unos 20 km de la frontera con Chile. Se estima que la misma posee una antigüedad de unos 10.000 años, y que se formó como consecuencia de la erupción del Nevado Anallajsi (5.750 metros).
Entre las historias antiguas contadas por los comunarios tenemos la de una ciudad antigua, ciudad encantada, tierra de gigantes, tierra de animales fantásticos.
La zona se caracteriza por la presencia de numerosas rocas volcánicas solidificadas las cuales han sido conformadas por la erosión. La forma de estas rocas se asemejan a las diversas construcciones y elementos que forman una ciudad. En épocas precolombinas los pueblos locales erigieron en esta zona sus túmulos funerarios. 
A la zona se puede llegar utilizando el tren que conecta las localidades de Arica con La Paz.